# 페놀
페놀(영어: phenol) 또는 석탄산(石炭酸, 영어: carbolic acid)은 페닐기에 하이드록실기가 결합한 방향족 화합물이다. 무색의 결정으로 휘발성이며 향긋한 냄새가 난다. 그 분자는 하이드록시기(-OH)와 결합된 페닐기 (-C6H5)로 구성되었다. 약산성을 띠지만, 화학 화상을 일으키는 경향 때문에 조심스러운 처리를 요구한다
페놀은 콜타르에서 처음 추출되었지만, 오늘날 석유에서 대량으로 생산된다. 많은 물질들과 합성물의 전구체(precursor)로서 중요한 산업 물질이다. 주로 플라스틱 또는 플라스틱과 관련된 물질들로 변환된다. 페놀과 페놀의 화학적 파생물은 폴리카보네이트, 나일론, 세제, 제초제, 수많은 약들의 주요 성분이다.
페놀은 혼성화된 탄소 원자에 하이드록시기가 결합한 탄소화합물인 알코올과 비슷한 성질을 가진다. 이들은 물(H-O-H_의 수소 원자 하나가 탄소 화합물 치환기로 치환된 물의 유도체로 생각할 수 있으며 물과 거의 동일한 기하구조를 가지고 있다. 또한 물처럼 분자 사이에 수소결합을 형성하고 있어 알코올은 비슷한 분자량을 가지는 알케인이나 할로젠화 알킬보다 끓는 점이 훨씬 높으며, 페놀 또한 비슷한 분자량을 가지는 방향족 탄화수소보다 끓는 점이 훨씬 높다. 이처럼 페놀은 알코올과 비슷한 면을 가지고 있지만 페놀 고유의 독창적인 성질들 역시 가지고있다. 하이드록시기가 포화 탄소 원자에 결합하는 알코올과 다르게 페놀에서 하이드록시기는 벤젠과 다른 아렌 고리같은 불포화 고리에 붙는다. 결국, 페놀은 방향족 고리의 공명을 통한 짝염기의 안정화 때문에 알코올보다 강한 산성을 띈다.
방향족 탄화수소에 하이드록실기가 결합한 방향족 화합물들을 페놀류라 하며 페놀은 이들 가운데 가장 간단한 구조의 화합물이다.

## 특성
페놀은 물에 녹는 수용성 물질이다. 100ml의 물에 8.3g의 페놀이 녹을 수 있다. 페놀 수용액은 약산성을 띤다. 물에 분해된 수소이온에 의해 산성을 띠게 된다.

### 산성
페놀은 약산성이고 높은 pH는 페놀을 음이온C6H5O−으로 만든다.
PhOH ⇌ PhO− + H+          (K = 10−10)
페놀은 비록 여전히 약산성으로 고려되지만 지방족 알코올에 비해 페놀은 약 10억 배 산성이 더 강하다. 페놀은 NaOH 수용액과 완전히 반응하여 H+를 잃지만 대부분의 알코올은 단지 부분적으로 반응하나. 페놀들은 카르복시산과 탄산보다 산성이 약하다.
페놀이 알코올보다 산성이 강한 이유는 다음과 같다. 페놀과 알코올은 수용액에서 아주 조금 해리하여 물에게 양성자를 줌으로써 H3O+와 각각 페녹시드 이온과 알콕시 이온을 생성한다. 페녹시 이온이 벤젠 고리에 의한 공명으로 알콕시 이온에 비해서 안정화되기 때문에 페놀이 알코올보다 산성이 훨씬 강하며, 그리하여 음이온화 된 산소는 ortho와 para 탄소 원자에서 비편재화된다. 또 다른 이유로는, sp2혼성 오비탈로 부터의 유발 효과가 주된 요인인데; sp3혼성 오비탈에 비교하여 더 강한 전자 밀도를 가지고 있는 sp2혼성 오비탈이 안정화를 가능하게 한다.

#### 페녹시드 음이온
페녹시드 음이온은 그것의 짝산이 산성 조건에서도 비활성화되지 않는다는 장점과 함께, 자유아민과 비슷한 친핵성을 가지고 있다. 페놀은 때때로 펩타이드 결합에서 카복시산과 에스터를 활성화하여 활성화딘 에스터를 형성하기 위해 사용된다.

Resonance structures of the phenoxide anion

#### 호변이성
페놀은 그것의 불안정한 케토 토토머와 함께 케토-에놀 토토머화 평형을 나타내지만, 오직 적은 부분의 페놀이 케토형으로 존재한다. enolisaton의 평형 상수는 약 10−13인데, 1조 개의 분자들 중 오직 하나만이 케토형을 이룸을 의미한다. C=C 결합을 C=O 결합으로 교환함을 통해 얻어지는 안정성은 방향족성을 상실함에 따라 얻어지는 비안정성에 의해 모두 상쇄된다. 페놀은 그러므로 엔올형으로 존재한다.
(케토형은 엔올형의 -OH대신 -O가 결합한 형태이다)

Phenol-cyclohexadienone tautomerism

### 반응

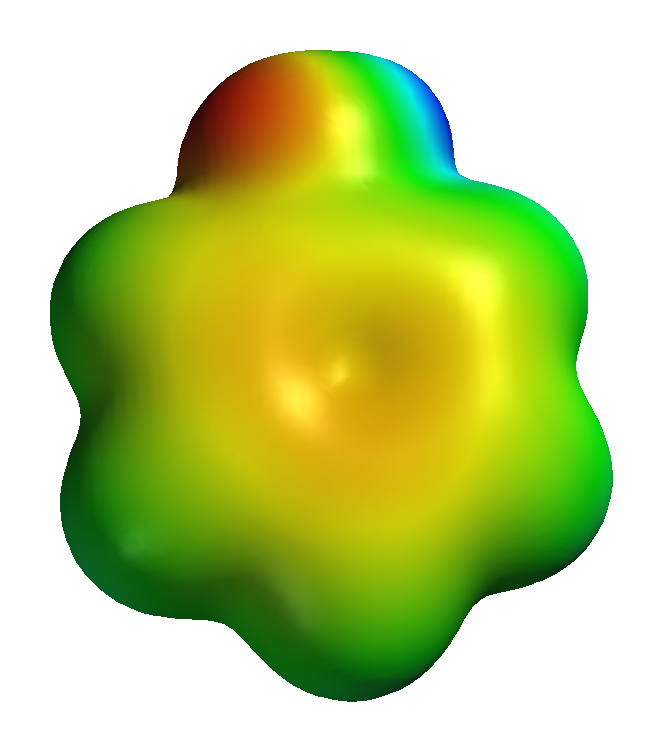
Neutral phenol substructure "shape". An image of a computed electrostatic surface of neutral phenol, showing neutral regions in green, electronegative areas in orange-red, and the electropositive phenolic proton in blue.

수용액 상태의 페놀은 약한 산성으로 파란색 리트머스 종이를 붉게 만든다. 페놀은 수산화나트륨(NaOH)에 의하여 쉽게 중성화된다.
C6H5OH + NaOH → C6H5ONa + H2O
페놀과 염화벤조일(C6H5COCl)의 혼합물이 수산화나트륨 수용액에 의하여 희석될 때, phenyl benzonate가 형성된다.
다음이 쇼덴-바우만 법칙이다.
C6H5OH + C6H5COCl → C6H5OCOC6H5 + HCl
페놀은 아연가루와 함께 증류되거나 그것의 증기가 400 °C의 아연 알갱이들을 통과할 때 벤젠으로 줄어든다.
C6H5OH + Zn → C6H6 + ZnO
페놀이 다이아조메탄(C2H2N2)와 반응할 때, 아니솔이 주요 생산물로서 획득되고 질소 가스가 방출된다.
C6H5OH + CH2N2 → C6H5OCH3 + N2

## 제조 방법
쿠멘법이나 라싱법에 의해 벤젠 또는 벤조산을 산화시켜 페놀을 만든다. 이 방법은 석탄산의 제조에도 쓰인다.
C6H5CH(CH3)2 + O2 → C6H5OH + (CH3)2CO
다른 과정들과 다르게, 쿠멘법은 비교적 순한 합성 조건을 사용하며 값싼 원자재를 사용한다. 하지만 경제적으로 쓰이기 위해서는 페놀과 아세톤 부산물에 대한 수요가 필요하다.
이 외에도 다음과 같은 화학반응식을 이용하여 페놀을 만든다.
C6H5SO3H + 2 NaOH → C6H5OH + Na2SO3 + H2O
C6H5Cl + H2O → C6H5OH + HCl
C6H6 + N2O → C6H5OH + N2
C6H5CH3 + 2 O2 → C6H5OH + CO2 + H2O

## 이용
페놀은 조셉 리스터에 의해 수술을 위한 살균제로 쓰였다. 구강 마취제나 독감 치료제로 쓰이기도 하였다. 페놀은 아스피린과 같은 약품의 제조 공정에 사용되며 제초제의 원료로도 사용되었다. 레오 베이클랜드는 페놀을 이용하여 최초의 플라스틱인 베이클라이트를 합성하였다.
페놀은 인쇄 회로 기판(PCB)의 제조 공정에 사용된다. 사용한 폐 페놀을 안전하게 처리하지 않을 경우 수질 오염을 유발시킬 수 있다.

## 독성
페놀은 소화기, 호흡, 피부 접촉 등을 통해 인체에 흡수될 경우 심각한 장애나 사망에 이를 수 있는 맹독 물질이다. 경구를 통해 소화기에서 흡수되는 경우 치사량은 1 ~ 15g이다. 4.8g을 섭취하고 10분 내에 사망한 경우가 보고되어 있다.

### 제2차 세계 대전
신속한 사형의 방법으로 페놀이 사용되기도 하였다. 나치 독일은 제2차 세계 대전 발발 이전부터 전쟁기간에 걸쳐 대량 학살에 페놀을 이용하기도 하였다. 나치 독일은 애초에 안락사를 목적으로 페놀 주입을 이용하였고 대량 학살은 치클론 B와 같은 독가스를 이용하였으나 전쟁 기간 중 페놀 주입이 더 경제적이라는 이유로 독가스 대신 페놀을 학살에 이용하였다.

### 1991년 낙동강 페놀 오염 사건
해당 문서 참조.

### 섭취
소화기를 통해 쉽게 흡수되며 맹독성이다. 4.8g을 섭취한 이후 10분 내에 사망한 사례가 있다.(1869년) 만성 중독일 경우 저체온증, 체중감소, 소변 변색 등이 발생한다.(1990년)

### 흡입
페놀 증기는 폐를 통해 쉽게 흡수되며 상기도에 자극적이다. 8시간 동안 906 mg/m3의 페놀을 흡입한 사례에서 안구와 코 자극, 떨림 및 협동운동장애가 보고되었다. (WHO, 1994) 안구에 닿을 경우 쉽게 안구가 부식되어 심각한 시각장애를 유발할 수 있다.(OHS MSDS)

### 피부
피부에 닿을 경우 빠르게 체내로 흡수되며 전신 중독으로 발전한다. 중독이 일어난 사례의 50%가 치명적인 결과를 보였다.(1994년)

## 같이 보기
- 밤베르거 자리옮김
- 크레졸
- 폴리페놀
- 차의 페놀 성분
- 포도주의 페놀 성분